# Robert Pohl (Heimatforscher)
Hermann Robert Pohl (* 2. Februar 1869 in Mallmitz, Landkreis Sprottau, Schlesien; † 28. Oktober 1956 in Görlitz) war ein deutscher Lehrer und Heimatforscher.

## Leben
Nach Abschluss des Lehrerseminars in Sagan trat Pohl 1889 die Lehrerstelle in Nieder Seifersdorf im (damals ebenfalls schlesischen) Landkreis Rothenburg (Ob. Laus.) an. 1895 legte er die Mittelschullehrerprüfung in Breslau sowie die Prüfung für das Rektorat ab. Nach einer Anstellung in Landsberg an der Warthe ging er 1907 wieder in die Oberlausitz und übernahm in Weißwasser die Rektorate der evangelischen Gemeindeschulen II (Knabenschule) und III (Mädchenschule). 1932 wurde Pohl pensioniert.
Robert Pohl veröffentlichte mehrere heimatkundliche Aufsätze in verschiedenen Zeitschriften. Daneben entstand während seiner Zeit in Weißwasser 1923 das Sagenbuch des Kreises Rothenburg O.-L., eine Zusammenstellung (in deutscher Sprache) von Sagen aus dem sorbischen Siedlungsgebiet in der nördlichen und dem deutschen Siedlungsgebiet in der südlichen Kreishälfte. Im darauffolgenden Jahr erschien Pohls Hauptwerk, das Heimatbuch des Kreises Rothenburg O.-L. für Schule und Haus. In diesem sind heimatkundliche Betrachtungen zur Geschichte der Oberlausitz, zur Geographie des Kreises, zur Tier- und Pflanzenwelt sowie zu den Bevölkerungsgruppen im Betrachtungsgebiet enthalten. Der größte Teil des Werkes entfällt auf Beschreibungen der Gemeinden und Ortschaften des Kreises.
Nach der 1932 erfolgten Auflösung des Landkreises Sagan und dem Anschluss seines westlichen Teils an den Rothenburger Kreis reichte Pohl 1934, inzwischen in Görlitz lebend, den Ergänzungsband Priebus und die Dörfer des ehemaligen Saganer Westteils nach.
Auf das Heimatbuch wird in der Literatur über die Region um Weißwasser immer wieder als Standardliteratur verwiesen. Von ihm sind seit 1990 mehrere Nachdrucke in kleiner Auflage erschienen.

## Werke

### Monografien
- Heimatkunde der Stadt und des Kreises Landsberg a. W. Für den Schulgebrauch. Volger & Klein, Landsberg a. W. 1901.
- Sagenbuch des Kreises Rothenburg O.-L. mit einer Auswahl wendischer Volkslieder und Sprichwörter. Verlag Emil Hampel, Weißwasser O.-L. 1923.
- Heimatbuch des Kreises Rothenburg O.-L. für Schule und Haus. Buchdruckerei Emil Hampel, Weißwasser O.-L. 1924.
- Priebus und die Dörfer des ehemaligen Saganer Westteils. 2. Teil vom Heimatbuch des Kreises Rothenburg O.-L. Verlag von Emil Hampel, Weißwasser O.-L. 1934.

### Unselbständige Werke (unvollständig)
- Das „Rote Haus“ zu Großsärchen. In: Lausitzer Heimat. Familienzeitschrift für Heimatkunde und deutsches Geistesleben. 1. Jahrgang, Nr. 2. Verlag von Emil Schulz, Sommerfeld 1928, S. 5–10 (Aufsatz über die Schlossruine bei Żarki Wielkie).